# Авиатор (группа)
Aviator (укр. «Авіатор», рус. «Авиатор») — украинская музыкальная группа, созданная в 2005 году в Киеве.

## История группы

### Основание группы
Будущие участники группы Игорь Воевуцкий и Дмитрий Тодорюк познакомились во время участия в третьем сезоне телепроекта «Шанс» в 2004 году. Молодые ребята решили создать бойз-бэнд и обратились к продюсеру Юрию Никитину. Чтобы выделиться на фоне существующих мальчишеских коллективов, было принято решение создать трио. Для этого в группу пригласили музыканта Андрея Сторожа. Именно в таком составе (Игорь Воевуцкий — гитара, Андрей Сторож — ударные, Дмитрий Тодорюк — клавишные) 29 мая 2005 года коллектив впервые исполнил свою песню «Возвращайся» на гала-концерте четвёртого сезона программы «Шанс» на киевской Европейской площади. В этот же день на музыкальных каналах состоялась премьера клипа на песню.
Название «Aviator» предложил Андрей Сторож, потому что каждый из ребят в то время имел отношение к авиации: Игорь с детства коллекционировал модели самолётов, Дмитрий практиковал прыжки с парашютом, Андрей увлекался фильмами Мартина Скорсезе, в частности картиной «Авиатор». Группа начала творческую деятельность под руководством продюсерского центра «Mamamusic».

### Сотрудничество с Mamamusic (2005 — 2012)
17 декабря 2005 года на лейблах «Mamamusic» и «Astra Records» выходит дебютная пластинка группы — «В эфире». За 6 недель было продано более 200 тысяч экземпляров, и 21 февраля 2006 года Aviator был награждён «Золотым диском». Через три дня после полученной награды коллектив отправился в свой первый всеукраинский тур вместе с Веркой Сердючкой, Ириной Билык и Марией Бурмакой, посетив двадцать пять городов Украины. Осенью того же года группа получает награду премии «Showbiz AWARDS» в номинации «Открытие года».
Летом 2007 года сингл «Рыжая» попадает в «хит-парад российской радиостанции Русское радио», где удерживается пять месяцев. В то же время Aviator становится специальным гостем на Международном фестивале «Славянский базар» (Витебск, Беларусь).
В период с 2005 по 2008 группа регулярно была лауреатом телефестиваля «Песня года». За это время группа выпустила три альбома и два переиздания: «В эфире» (2005), «В эфире. Золотой альбом» (вышел 1 июня 2006 года), «Мания» (вышел 1 декабря 2006 года), «GreenМания» (2007), «Солнце Аризоны» (вышел 1 ноября 2008 года). Одним из хитов группы становится кавер-версия песни «Трава у дома», и в 2011 году за неё группа получает награду «Золотой граммофон Украина».

### Смена лейбла, изменения в составе (2012 — н. в.)
В 2012 году группа прекращает сотрудничество с продюсерским центром «Mamamusic», сохранив права на название коллектива и результаты предыдущей творческой работы. Глава компании «Mamamusic» Юрий Никитин так прокомментировал эту ситуацию:
AVIATOR — отличный коллектив, каждый участник которого на сегодня является полностью сформировавшейся творческой личностью, готовой к самостоятельной работе. Аналогов этому коллективу в Украине по-прежнему нет. И это подтверждает, прежде всего, неподдельный интерес к их творчеству со стороны многочисленных поклонников.
Коллектив продолжил выступления, запись новых песен и клипов под собственным лейблом «Авиатор Мьюзик».
Летом 2018 года состав группы покинул Игорь Воевуцкий. Первое концертное выступление в новом составе группы состоялось 18 августа 2018 года на аэродроме «Широкое» в Запорожье в рамках авиафестиваля «Музика та небо». Первым релизом в новом составе стал сингл «Небо на двох». 

## Состав
- Андрей Сторож — вокал, клавишные;
- Дмитрий Тодорюк — вокал, акустическая гитара;
- Игорь Воевуцкий — вокал, ритм-гитара (до 20 июня 2018 года).

## Дискография
- «В эфире» (2005);
- «В эфире. Золотой диск» (2006);
- «Мания» (2006);
- «GreenМания» (2007);
- «Солнце Аризоны» (2008);
- «Еволюція» (2014);
- «EVO (ReMix)» (2015).

## Синглы
- «За тобой»;
- «Без тебя»;
- «Весна»;
- «Звезда»;
- «Герои»;
- «Вновь к тебе»;
- «Не удержать»;
- «Запрещаю»;
- «Воздухом»;
- «Мамо» (Птахом Лину);
- «Девочка»;
- «В твоих глазах»;
- «Останній лист»;
- «Сети»;
- «Я знаю»;
- «Небо на двох»;
- «Наречена (feat. Божена Дар)»;
- «#цетобі».

## Видеоклипы
| Видео | Видео                       | Видео | Видео                                  | Видео                 |
| №     | Название                    | Год   | Режиссёр                               | Альбом                |
| ----- | --------------------------- | ----- | -------------------------------------- | --------------------- |
| 1     | Возвращайся                 | 2005  | Игорь Стеколенко, Александр Стеколенко | В эфире               |
| 2     | Подарок                     | 2005  | Александр Филатович                    | В эфире               |
| 3     | Берега                      | 2005  | Александр Филатович                    | В эфире               |
| 4     | Мания                       | 2006  | Александр Филатович                    | В эфире. Золотой диск |
| 5     | Ливень навсегда             | 2006  | Евгений Тимохин                        | Мания                 |
| 6     | Трава у дома                | 2007  | Евгений Тимохин                        | Солнце Аризоны        |
| 7     | Рыжая                       | 2007  | Виктор Скуратовский                    | Солнце Аризоны        |
| 8     | За высокими березами        | 2008  | Виктор Скуратовский                    | Солнце Аризоны        |
| 9     | День рождения               | 2008  | Виктор Скуратовський                   | Солнце Аризоны        |
| 10    | За тобой                    | 2009  | Александр Филатович                    | Сингл                 |
| 11    | Без тебя                    | 2010  | Сергей Ткаченко                        | Сингл                 |
| 12    | Весна                       | 2011  | Сергей Ткаченко                        | Сингл                 |
| 13    | Звезда                      | 2011  | Сергей Ткаченко                        | Сингл                 |
| 14    | Герои                       | 2012  | Дмитрий Тодорюк                        | Сингл                 |
| 15    | Вновь к тебе                | 2012  | Павел Когут                            | Сингл                 |
| 16    | Не удержать                 | 2013  | Дмитрий Перетрутов                     | Сингл                 |
| 17    | Запрещаю                    | 2013  | Александр Иваненко                     | Сингл                 |
| 18    | Девочка                     | 2015  | Дмитрий Тодорюк                        | Сингл                 |
| 19    | В твоих глазах              | 2016  | Дмитрий Тодорюк                        | Сингл                 |
| 20    | Останній лист               | 2016  | Алина Дианова                          | Сингл                 |
| 21    | Я знаю                      | 2017  | Виктор Скуратовский                    | Сингл                 |
| 22    | Сети                        | 2018  | Виктор Скуратовский                    | Сингл                 |
| 23    | Наречена (feat. Божена Дар) | 2018  | Радислав Лукин                         | Сингл                 |
| 24    | Небо на двох                | 2018  | Радислав Лукин                         | Сингл                 |

## Награды
- «Showbiz AWARD» — «Открытие года» (2006);
- «Золотой граммофон Украина» (2011).

### Публикации
- Премьера: группа AVIATOR презентовала яркий клип на песню «Сети» Архивная копия от 26 ноября 2018 на Wayback Machine
- Одна из звёзд созвездия Близнецов получила имя группы AVIATOR Архивная копия от 26 ноября 2018 на Wayback Machine
- Группа AVIATOR презентовала новую песню в самолете Архивная копия от 12 декабря 2018 на Wayback Machine
- Группа AVIATOR представила песню в новом составе Архивная копия от 26 ноября 2018 на Wayback Machine
- AVIATOR и юные запорожцы спели захватывающую дух песню на аэродроме (видео) Архивная копия от 26 ноября 2018 на Wayback Machine
- Группе AVIATOR подарили гитару из соли Архивная копия от 4 декабря 2018 на Wayback Machine
- Божена Дар и AVIATOR представляют гимн молодоженов Архивная копия от 26 ноября 2018 на Wayback Machine

### Интервью
- AVIATOR: Мы с нетерпением ждем 2018 года! Архивная копия от 26 ноября 2018 на Wayback Machine
- Три стихии AVIATOR Архивная копия от 26 ноября 2018 на Wayback Machine
- Группа AVIATOR: о полетах, кораблях и людях (ЭКСКЛЮЗИВ) Архивная копия от 26 ноября 2018 на Wayback Machine